# Šangri-La
Šangri-La je smyšleným místem, které se objevuje v knize Lost Horizon (1933, v češtině Ztracený obzor) od britského autora Jamese Hiltona. Šangri-La je v této knize popsáno jako tajemné údolí nacházející se na západním konci pohoří Kchun-lun-šan, které je vedeno klášterem lámů. Šangri-La se stalo synonymem pro ráj na zemi, ale jedná se také o mytickou himálajskou utopii, zemi žijící v neustálém míru a štěstí, izolovanou od okolního světa. Toto slovo také připomíná snění o exotickém Orientu, který je pro mnohé obyvatele tzv. Západního světa místem záhad a tajemství. Příběh o Šangri-La je také založen na mýtu o městě Šambala, který má své místo v tibetské buddhistické tradici.

## Místa spojovaná se Šangri-La
Několik míst v buddhistickém Himálaji mezi severní Indií a Tibetem si nárokuje postavení inspirace pro vytvoření Hiltonovy legendy – důvod je zřejmý, snaha o přilákání co největšího počtu turistů. V čínské tradici se lze se Šangri-La setkat u básníka Tchao Čchiena v jeho sbírce Příběh Údolí broskvového květu. Druhým místem, kde se mohla nacházet skrytá údolí Šangri-La, jsou tibetské hory Kunlun.
Velmi oblíbeným místem, které mohlo být inspirací pro vznik této legendy, je údolí Hunza v severním Pákistánu, blízko čínských hranic, které Hilton navštívil několik let před zveřejněním Ztraceného obzoru. Jednalo se o izolované údolí plné zeleně, obklopené horami a uzavřené na západním konci Himálaje, což velmi blízce odpovídá popisu v Hiltonově knize. Díky této popularitě vzniklo v nedalekém údolí Skardu velké turistické středisko nazvané Šangri-La.
Od roku 1933 vzniklo mnoho moderních pseudolegend založených na Šangri-La díky knihám a filmům založeným na Hiltonově románu. Nacistické Německo bylo legendou Šangri-La velmi zaujato, protože doufalo v nalezení starobylé „nadřazené rasy“, příbuzné nebo podobné árijské rase. Vyslalo do Tibetu sedm různých expedic, z nichž nejslavnější v roce 1938 vedl Ernst Schäfer. Zážitky rakouských členů SS Heinricha Harrera a Petera Aufschnaitera jsou dobře známé díky knize Sedm let v Tibetu a stejnojmennému filmu.

## V moderní době
V roce 1942 prezident Spojených států Franklin Delano Roosevelt, zjevně pod vlivem Hiltonova románu, pojmenoval prezidentovo útočiště později známé jako Camp David Shangri-La. Po Doolittlově náletu na Tokio prezident odpověděl na otázku odkud startovala letadla: Shangri-La. V narážce na předchozí zmínky americké námořnictvo na konci války pojmenovalo letadlovou loď třídy Essex Shangri-La.
Také se s ním setkáme ve hře jménem Far Cry 4.

## In Search of Myths and Heroes
O expedici jdoucí po stopách vzniku legendy Šangri-La vypráví dokumentární seriál Velké Británie „In Search of Myths and Heroes“ (Po stopách mýtů a hrdinů), 2005. Michael Wood se vydává na romantické a poutavé cesty do minulosti, aby prozkoumal čtyři nejslavnější mýty světa, kterými jsou: Šangri-La, zlaté rouno, královna ze Sáby a svatý grál. Putování ho zavede na nejodlehlejší a nejobdivuhodnější místa na zemi. Navštíví fantastickou krajinu západního Tibetu, hory v Gruzii a Kavkaz, jižní Irák, Etiopii, pobřeží Jemenu, Africký roh a řadu dalších oblastí. Během svého pátrání se Michael Wood ponoří do minulosti, aby oddělil skutečnost od fikce a odhalil historickou pravdu.
Pro odhalení pravdy o legendární osadě Šangri-La se Michael ve 2. části dokumentu vydává do Tibetu přes území západního Nepálu, ovládané komunistickou stranou. Po stovkách kilometrů po nezpevněných cestách nakonec přijíždí k pozoruhodným rozvalinám ztraceného města, které považuje za skutečnou inspiraci, jež podnítila vznik mýtu.